# Rödelheimer Schloss
Das Rödelheimer Schloss (auch Burg Rödelheim, Reichsburg Rödelheim, Schloss Rödelheim, Solmser Schloss) war zunächst eine mittelalterliche Burganlage in Frankfurt-Rödelheim, in deren Bereich die Grafen von Solms-Rödelheim sich später ein Schloss errichten ließen. Die Anlage ist heute fast vollständig verschwunden und ihre Geschichte nur durch archivalische Quellen und alte Ansichten zu erschließen.

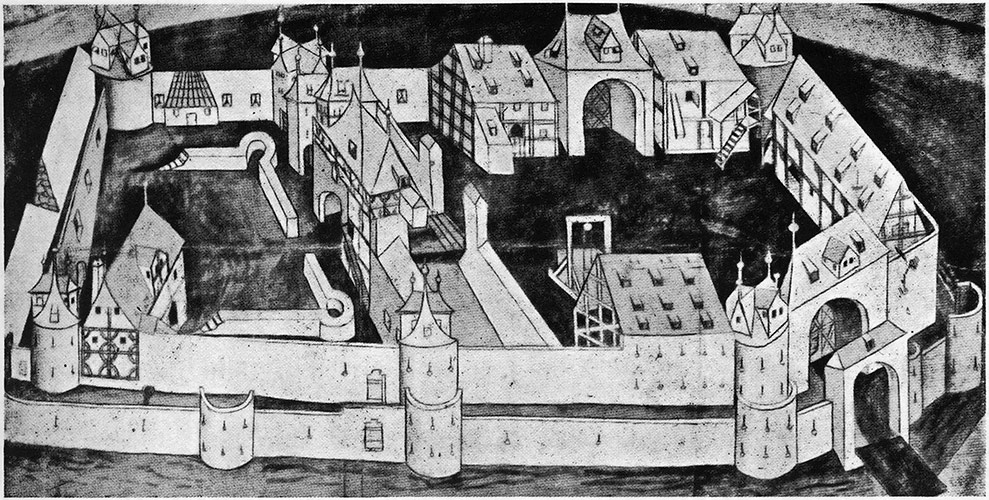
Ansicht der mittelalterlichen Burg von Sebald Fyoll 1446.

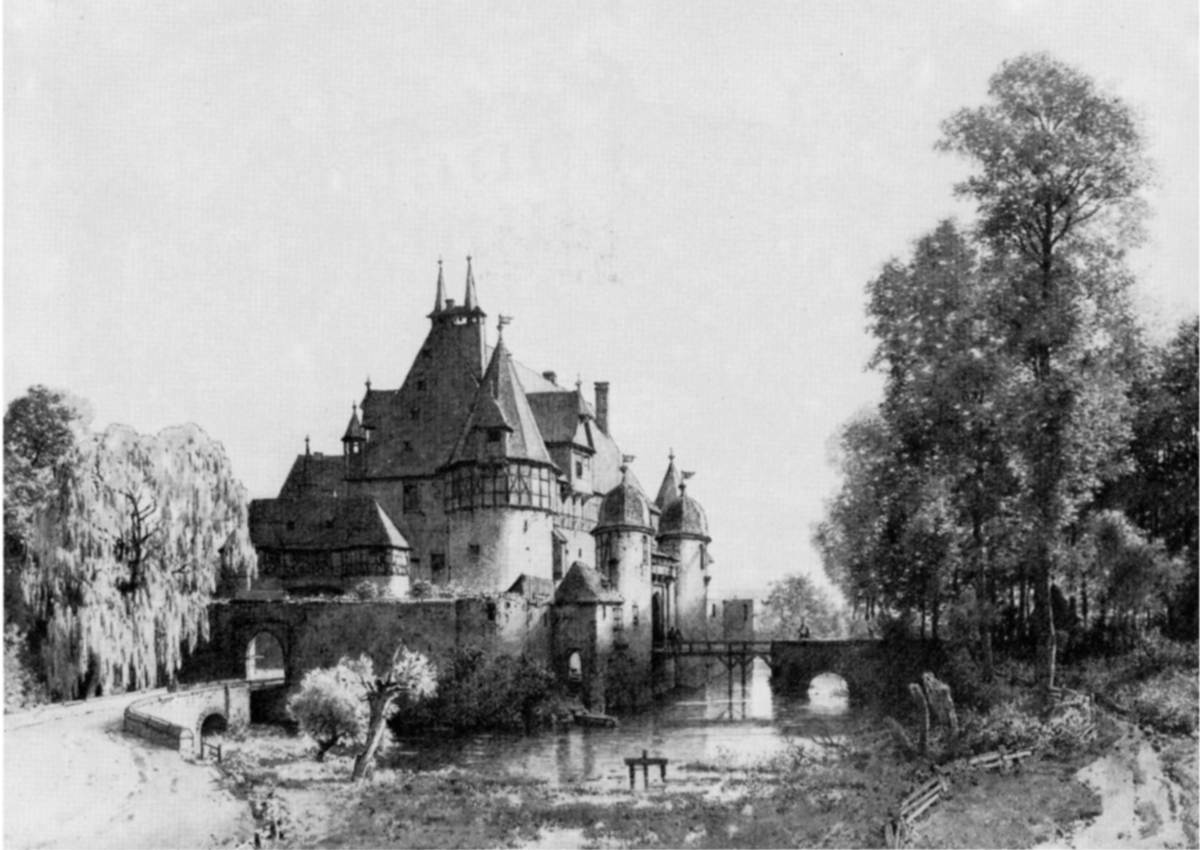
Ansicht der mittelalterlichen Teile des Rödelheimer Schlosses, Aquarell von Carl Theodor Reiffenstein vermutlich nach einer älteren Vorlage.

## Geschichte

### Mittelalterliche Burg
Südlich des Rödelheimer Ortskerns befand sich auf einer Insel der Nidda und des Mühlgrabens im Mittelalter eine Wasserburg. Sie wird erstmals als castrum 1276 erwähnt. Da der Ort 788 als Radilenheim erstmals erwähnt wird, und ein Ministerialengeschlecht Keppler von Rödelheim bereits 1248 urkundlich erscheint, dürfte die Anlage älter als ihre Ersterwähnung sein, vermutet wird eine Erbauungszeit um 1150. Darauf deutet die Erwähnung des letzten Grafen von Nürings als comes Gerhardus de Redelenheim in einer Mainzer Urkunde.
Das Geschlecht der Keppler von Rödelheim muss bald danach ausgestorben sein. 1305 vergab König Albrecht einige Rödelheimer Lehen an Ulrich von Hanau, da sie durch den Tod der von Godeloch und der Capeler von Rödelheim ledig geworden waren. Ihre Nachfolge traten die aus dem Nachbarort stammenden Ritter von Praunheim an. Sie werden bereits in der Urkunde von 1276 als Ganerben genannt, in der zwei Teile der Burg an König Rudolf von Habsburg übergeben wurden. Als weitere Teilhaber werden die vermutlich nahe verwandten Ritter von Preungesheim, von Sachsenhausen zusammen mit den Schelmen von Bergen genannt. Auch diese übergaben ihre Anteile nach und nach an den König und erhielten sie als Lehen zurück oder wurden mit Burglehen der Burggrafschaft Friedberg in der Reichsburg Friedberg entschädigt.
Die Rödelheimer Burg war damit zur Reichsburg geworden. Die Entwicklung konnte der Reichsstadt Frankfurt am Main nicht gleichgültig sein, da die Burg, wie etwa in der Kronberger Fehde 1389 den Rittern aus dem Vordertaunus als Sammelplatz für Überfälle auf Frankfurter Gebiet dienen konnte. Deshalb erkaufte sie sich 1404 ein Öffnungsrecht, 1441 zusätzlich Ganerbenanteile. Ein weiterer Anteil war zu dieser Zeit durch Erbschaft an die Herren von Cronberg gefallen. Aus dem folgenden Jahr ist ein Burgfrieden überliefert. Dennoch kam es wenige Jahre später zum Streit. Frank der Reiche von Cronberg ließ 1446 seinen Teil der Burg wegen angeblicher Baufälligkeit durch einen stark befestigten Neubau ersetzen. Die Stadt erhob dagegen Einspruch, weil der Bau gegen das Privileg Kaiser Ludwigs des Bayern verstieß, der im Umkreis von fünf Meilen um die Stadt den Neubau von Burgen verbot. Den Abbruchbefehl Kaiser Friedrichs III. ignorierten die Cronberger zunächst, bis ihnen der Entzug aller Reichslehen angedroht wurde. In einem Vergleich erhielt Frankfurt das Öffnungsrecht sowie 1/10 an dem Neubau gegen Zahlung von 1.000 fl.
Die Stadt ließ aufgrund des Vorfalls 1446 eine Zeichnung der Burg durch Sebald Fyoll anfertigen, die zu den wenigen Quellen über das Aussehen der mittelalterlichen Anlage gehört.

### Schloss der Grafen von Solms-Rödelheim

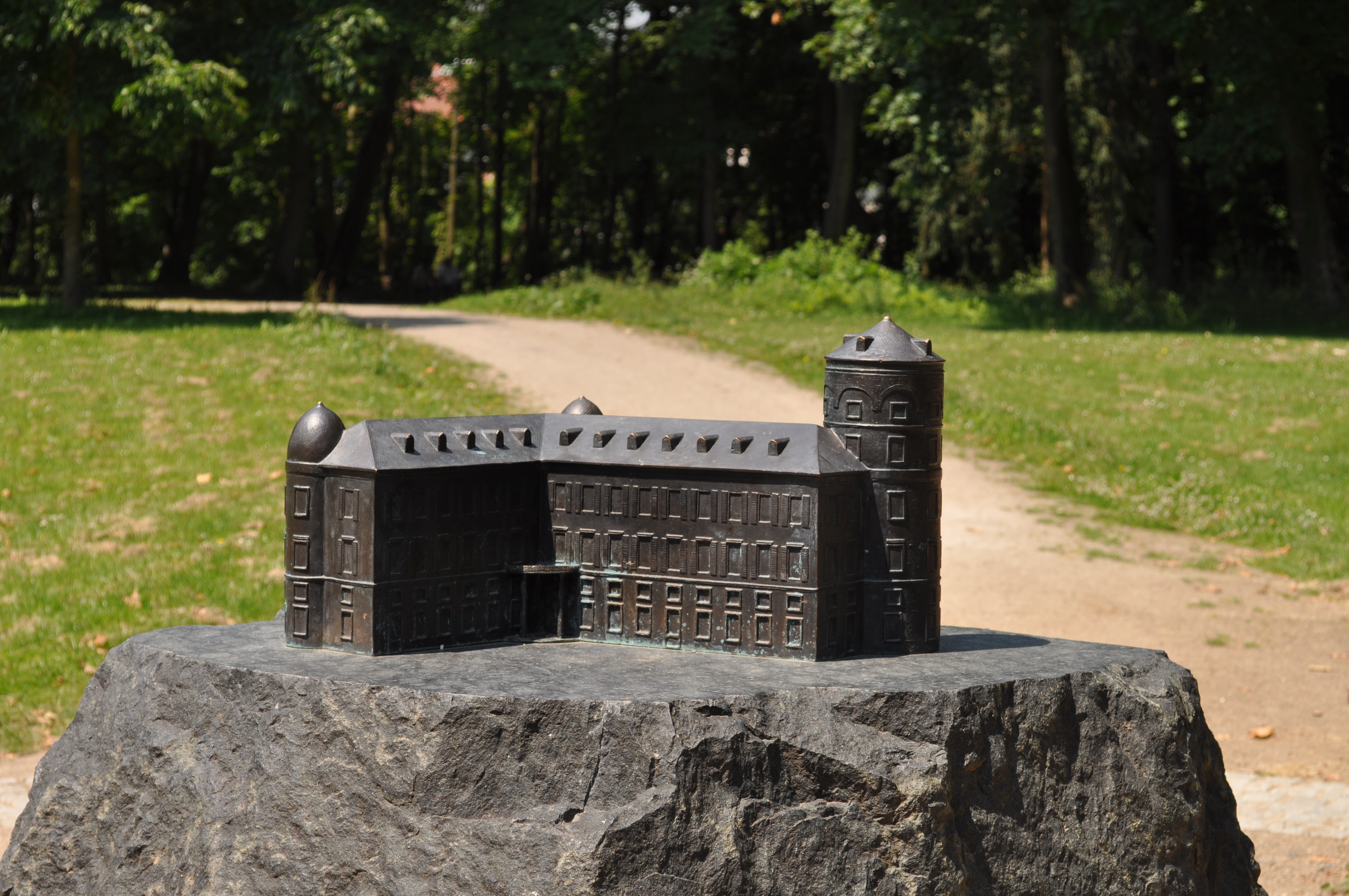
Modell des Rödelheimer Schlosses.

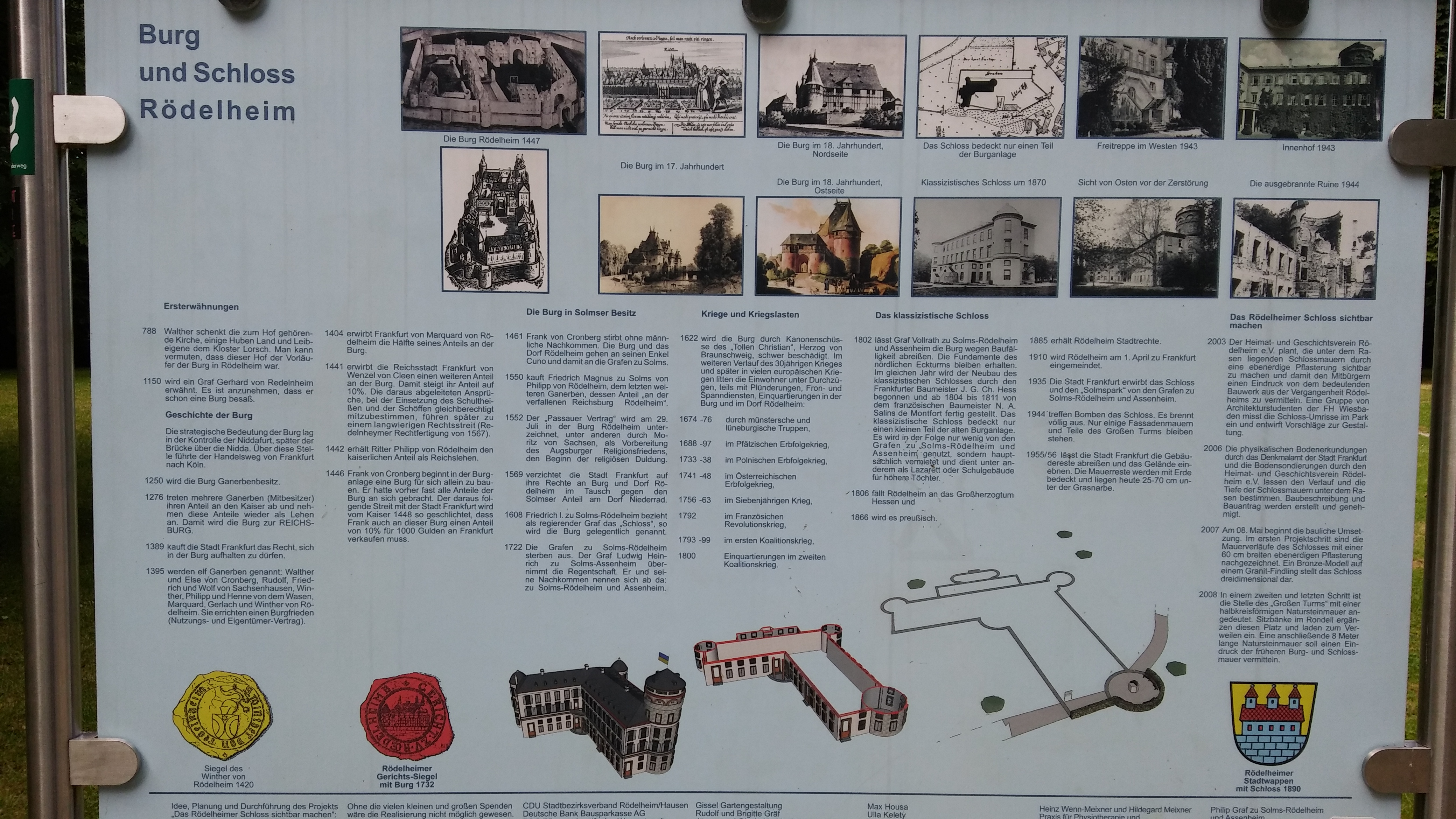
Entstehung der Burg bzw. Schloss

Der Cronberger Anteil kam nach dem Tod von Frank dem Reichen an die Grafen von Solms. Auch sie gerieten gelegentlich mit der Stadt Frankfurt in Konflikt, etwa als sie 1503 versuchten, einen Anteil an der alten Burg zu erwerben, worauf der Rat der Stadt wiederum einen Anteil an dem Kauf forderte. Die älteren Teile des Schlosses verfielen in dieser Zeit aber schon zusehends. 1569 kam es zu einem endgültigen Vergleich, als die Grafen von Solms den Frankfurter Anteil an Rödelheim gegen drei Viertel des Dorfes Niederrad eintauschten. Somit waren die Grafen von Solms im Alleinbesitz. Nach dem Ort nannte sich eine heute noch bestehende Linie Solms-Rödelheim, die zu Beginn des 17. Jahrhunderts begründet wurde und zeitweise im Rödelheimer Schloss residierte (heute im Schloss Assenheim). 1806 wurde die Grafschaft mediatisiert.
Die spätmittelalterlichen Teile wurden 1802 größtenteils abgebrochen und durch einen klassizistischen Neubau ersetzt, der einige ältere Bauteile, darunter zwei Ecktürme, einbezog. Dieses Schlossgebäude wurde bei den Luftangriffen 1944 sehr stark zerstört, die letzten Reste 1955 abgetragen. In der heutigen Parkanlage sind keine Originalreste der ehemaligen Schlossanlage zu erkennen. Der örtliche Geschichtsverein ließ 2008 die Grundmauern wieder sichtbar machen sowie ein Modell aus Bronze anfertigen.